# Contea di Montechiarugolo

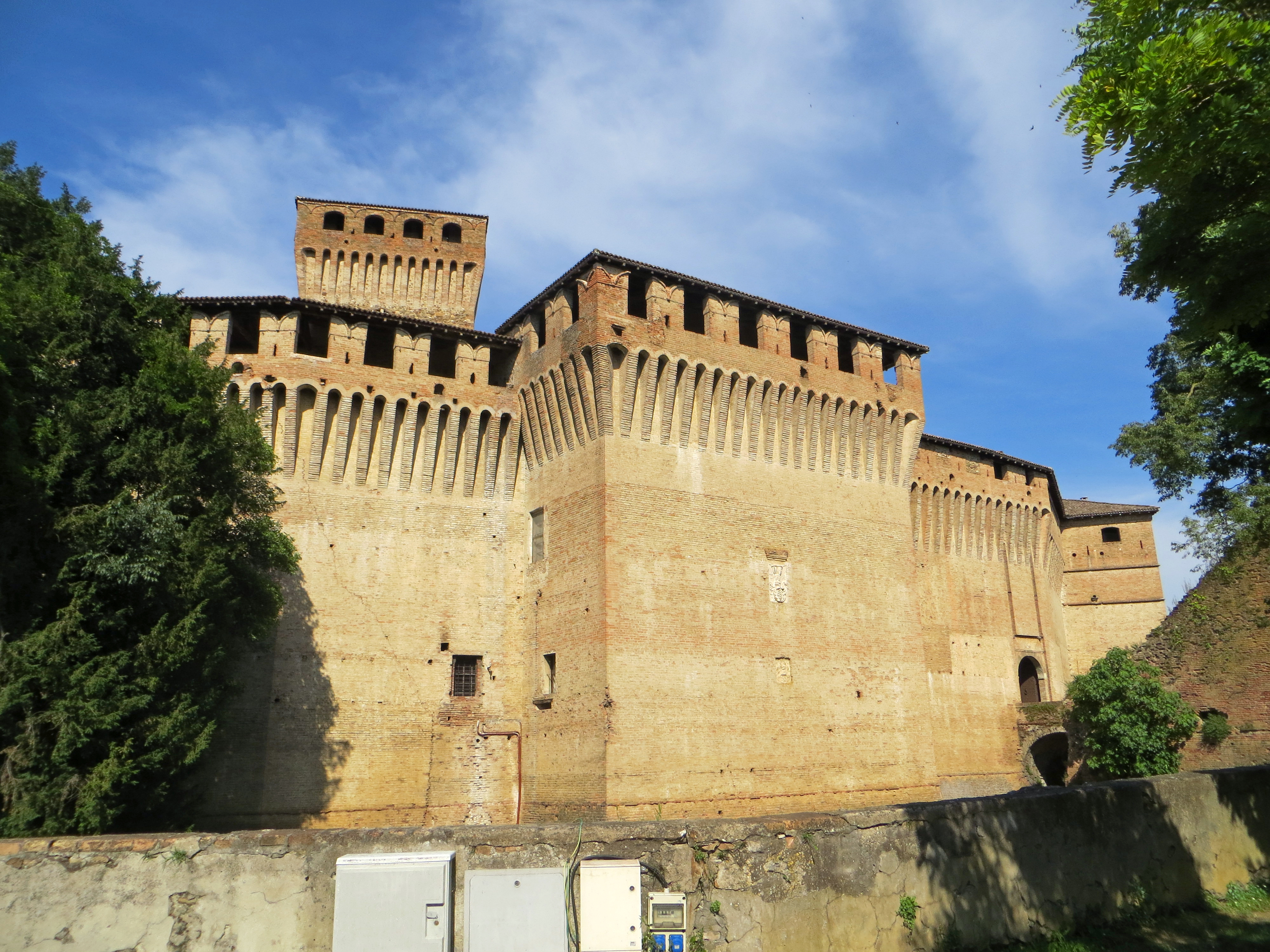
Castello di Montechiarugolo

La Contea di Montechiarugolo fu un piccolo stato sovrano dell'Emilia che esistette dal 1456 al 1612. Includeva nei propri domini anche la signoria del feudo di Casei Gerola.
Esso si originò dalla divisione della Contea di Guastalla operata tra il Conte Cristoforo Torelli ed il fratello Pietro Guido I Torelli, che divenne primo Conte di Montechiarugolo. Il titolo venne mantenuto dalla famiglia Torelli per tutta la sua storia nei secoli seguenti sino al 1612 quando, all'estinzione del ramo della famiglia, essa venne annessa dal Duca di Parma Ranuccio I Farnese.
Lo stemma della casata dei Torelli, ad ogni modo, campeggia ancora oggi all'interno dell'inquartato stemma comunale, che ricalca esattamente lo stemma dell'antica contea.

## Reggenti della Contea di Montechiarugolo (1406-1612)

### Signori di Montechiarugolo (1406-1428)
- Guido (1406-1428)

elevata a Contea

### Conti di Montechiarugolo (1428-1612)
- Guido (1428-1449)
- Cristoforo I (1449-1460)
- Marcantonio (1460-1462)
- Marsilio (1462-1489)
- Cristoforo II (1489-1500)

occupazione francese (1500-1504)
- Francesco (1504-1518)
- Paolo (1518-1545)
- Pomponio (1545-1608)
- Pio (1608-1612)

la Contea passa al Ducato di Parma